# سباق الطائرات بدون طيار
سباق الطائرات بدون طيار هي نوع من الرياضات حيث يتحكم المشاركون في «طائرة دون طيار» (عادة الطائرات الصغيرة التي يتم التحكم فيها عن طريق الراديو أو المروحيات الرباعية).على غرار سباقات الطائرات بالحجم الكامل، فإن الهدف هو إكمال مسار محدد في أسرع وقت ممكن.بدأ سباق الطائرات بدون طيار في ألمانيا في عام 2011 حيث اجتمع عدد من الطيارين الهواة في سباقات شبه منظمة في كارلسروه.